# Microtome nubilata
Microtome nubilata är en fjärilsart som beskrevs av W. Warren 1907. Microtome nubilata ingår i släktet Microtome och familjen mätare. Inga underarter finns listade i Catalogue of Life.